# EFL Trophy 2019-2020
Navigation
Édition précédente Édition suivante
L'EFL Trophy 2019-2020, connu sous le nom de Leasing.com Trophy pour des raisons de sponsoring, est la 36e édition de la compétition. Elle oppose les clubs anglais de League One et de League Two, ainsi que 16 académies de clubs évoluant en Premier League ou en Championship possédant le statut de catégorie 1. Elle est remportée par Salford City, sacré pour la première fois.
Le premier tour commence le 6 août 2019 et la finale se dispute en 2021 (après un report en raison de l'épidémie de Covid-19), à Wembley. La dernière édition a vu Portsmouth remporter son 1er titre contre Sunderland.

## Clubs participants
Les clubs qui participent à cette compétition sont les 24 de League One et de League Two, ainsi que 16 académies de clubs invitées, évoluant en Premier League ou en Championship possédant le statut de catégorie 1.
|       | League One | League Two | Académies |
| ----- | --- | --- | --- |
| Clubs | - Accrington Stanley - AFC Wimbledon - Blackpool - Bolton Wanderers - Bristol Rovers - Burton Albion - Bury - Coventry City - Doncaster Rovers - Fleetwood Town - Gillingham - Ipswich Town - Lincoln City - Milton Keynes Dons - Oxford United - Peterborough United - Portsmouth - Rochdale - Rotherham United - Shrewsbury Town - Southend United - Sunderland - Tranmere Rovers - Wycombe Wanderers | - Bradford City - Cambridge United - Carlisle United - Cheltenham Town - Colchester United - Crawley Town - Crewe Alexandra - Exeter City - Forest Green Rovers - Grimsby Town - Leyton Orient - Macclesfield Town - Mansfield Town - Morecambe - Newport County - Northampton Town - Oldham Athletic - Plymouth Argyle - Port Vale - Salford City - Scunthorpe United - Stevenage - Swindon Town - Walsall | - Arsenal - Aston Villa - Brighton & Hove Albion - Chelsea - Everton - Fulham - Leicester City - Liverpool - Manchester City - Manchester United - Newcastle United - Norwich City - Southampton - Tottenham Hotspur - West Ham United - Wolverhampton Wanderers |
| Total | 24 | 24 | 16 |

## Critères d'éligibilité pour les joueurs
De League One et de League Two
- Minimum de quatre joueurs de champ qualifiés dans leur onze de départ. Un joueur de champ qualifié est un joueur qui remplit l’une des conditions suivantes :
  - Tout joueur ayant débuté le match précédent ou suivant de l'équipe première
  - Tout joueur qui fait partie des 10 meilleurs joueurs du club et qui a effectué le plus grand nombre de participations en championnat et en coupe nationale de la saison
  - Tout joueur ayant joué 40 fois ou plus en équipe première dans sa carrière
  - Tout joueur prêté par un club de Premier League ou un club EFL de première catégorie.
- Un club peut faire jouer n'importe quel gardien de but éligible dans la compétition.

Des académies invitées
- Minimum de six joueurs dans la composition de départ qui ont joué avec les moins de 21 ans au 30 juin 2019.
- Les équipes ne peuvent inclure que deux joueurs sur la feuille d’équipe, âgés de plus de 21 ans, ayant disputé au moins quarante apparitions seniors, au 30 juin 2019.
  - Une apparition en équipe senior sera définie comme ayant eu lieu dans un match professionnel de la équipe première. Un remplaçant qui ne joue pas ne compte pas.

## Format de la compétition
Phase de groupes
- Seize groupes de 4 équipes seront organisés sur une base régionalisée.
- Tous les groupes comprendront un club invité.
- Tous les clubs s'affronteront une fois, à domicile ou à l'extérieur (les académies jouent tous les matches de groupe à l'extérieur).
- Les clubs se verront attribuer trois points pour une victoire et un point pour un match nul.
- En cas de match nul (après 90 minutes), une séance de tirs au but aura lieu et l'équipe gagnante gagnera un point supplémentaire.
- Les deux meilleures équipes passeront à la phase éliminatoire.

Phase à élimination directe
- Les deuxièmes et troisièmes tours de la compétition seront tirés au sort sur une base régionalisée.
- Au deuxième tour, les vainqueurs de groupe seront têtes de série et les finalistes du groupe ne seront pas têtes de série pour le tirage au sort.
- Au deuxième tour, les équipes qui ont joué dans le même groupe ne pourront pas s'affronter.

## Phase de groupes et phase à élimination directe

### Premier Tour

#### Division nord

##### Groupe A
| Rang | Div | Équipe                 | Pts | J | G | VP | DP | P | Bp | Bc | Diff | Qualification ou relégation         |
| ---- | --- | ---------------------- | --- | - | - | -- | -- | - | -- | -- | ---- | ----------------------------------- |
| 1    | ACA | Leicester City -21 ans | 8   | 3 | 2 | 1  | 0  | 0 | 5  | 3  | +2   | Qualification pour le Deuxième Tour |
| 2    | L2  | Scunthorpe United      | 7   | 3 | 2 | 0  | 1  | 0 | 6  | 2  | +4   | Qualification pour le Deuxième Tour |
| 3    | L1  | Sunderland             | 3   | 3 | 1 | 0  | 0  | 2 | 4  | 7  | −3   |                                     |
| 4    | L2  | Grimsby Town           | 0   | 3 | 0 | 0  | 0  | 3 | 4  | 7  | −3   |                                     |

| Mardi 3 septembre 2019 | Grimsby Town         | 1 – 2   | Scunthorpe United                                             | Blundell Park (en), Cleethorpes, Angleterre |                     |
| 19h45 BST (UTC+1)      | H. Cardwell (en) 49e | (0 – 1) | 28e K. van Veen (en) · 75e K. van Veen (en) ( Colclough (en)) | Spectateurs : 1 302                         | Spectateurs : 1 302 |
| 19h45 BST (UTC+1)      | M. Pollock 32e       | Rapport | 32e Colclough (en) · 90+2e Perch                              | Spectateurs : 1 302                         | Spectateurs : 1 302 |

| Mardi 24 septembre 2019 | Scunthorpe United                                                | 1 – 1tab          | Leicester City -21 ans                   | The Sands Venue Stadium (en), Scunthorpe, Angleterre |                   |
| 19h45 BST (UTC+1)       | Colclough (en) 88e                                               | (0 – 0)           | 87e Dewsbury-Hall                        | Spectateurs : 572                                    | Spectateurs : 572 |
| 19h45 BST (UTC+1)       |                                                                  | Rapport           | 54e Benković ·                           | Spectateurs : 572                                    | Spectateurs : 572 |
| 19h45 BST (UTC+1)       | Colclough (en) · G. Miller (en) · A. Dales (en) · L. Sutton (en) | Tirs au but 1 – 3 | Dewsbury-Hall · Muskwe · Eppiah · Thomas | Spectateurs : 572                                    | Spectateurs : 572 |

| Mardi 8 octobre 2019 | Sunderland                                                      | 3 – 2   | Grimsby Town                                                               | Stadium of Light, Sunderland, Angleterre |                     |
| 19h45 BST (UTC+1)    | Watmore 68e · (O'Nien ) McNulty 79e · (D. Hume (en) ) Grigg 86e | (0 – 0) | 59e M. Green (en) ( Hessenthaler (en)) · 81e Ogbu (en) ( H. Cardwell (en)) | Spectateurs : 6 952                      | Spectateurs : 6 952 |
| 19h45 BST (UTC+1)    | G. Dobson (en) 70e                                              | Rapport |                                                                            | Spectateurs : 6 952                      | Spectateurs : 6 952 |

| Mardi 29 octobre 2019 | Grimsby Town                                                    | 1 – 2   | Leicester City -21 ans                           | Blundell Park (en), Cleethorpes, Angleterre |                   |
| 19h45 GMT (UTC±0)     | (E. Hewitt (en) ) Ogbu (en) 31e                                 | (1 – 0) | 68e Eppiah ( G. Hirst) · 90e Eppiah ( G. Thomas) | Spectateurs : 341                           | Spectateurs : 341 |
| 19h45 GMT (UTC±0)     | H. Cardwell (en) 50e · L. Gibson (en) 59e · H. Clifton (en) 80e | Rapport |                                                  | Spectateurs : 341                           | Spectateurs : 341 |

| Mardi 5 novembre 2019 | Sunderland                        | 1 – 2   | Leicester City -21 ans                            | Stadium of Light, Sunderland, Angleterre |                     |
| 19h45 GMT (UTC±0)     | Maguire 14e                       | (1 – 0) | 50e (pen.) G. Hirst · 53e Dewsbury-Hall ( Muskwe) | Spectateurs : 7 649                      | Spectateurs : 7 649 |
| 19h45 GMT (UTC±0)     | Leadbitter 45+1e · McLaughlin 49e | Rapport | 75e Benković · 78e G. Hirst                       | Spectateurs : 7 649                      | Spectateurs : 7 649 |

| Mardi 12 novembre 2019 | Scunthorpe United                                                  | 3 – 0   | Sunderland                                  | The Sands Venue Stadium (en), Scunthorpe, Angleterre |  |
| 19h45 GMT (UTC±0)      | Novak 66e (pen.) · Eisa (en) 88e · (K. van Veen (en) ) Novak 90+1e | (0 – 0) |                                             |                                                      |  |
| 19h45 GMT (UTC±0)      |                                                                    | Rapport | 57e J. Willis (en) · 65e O'Nien · 72e Power |                                                      |  |

##### Groupe B
| Rang | Div | Équipe             | Pts | J | G | VP | DP | P | Bp | Bc | Diff | Qualification                       |
| ---- | --- | ------------------ | --- | - | - | -- | -- | - | -- | -- | ---- | ----------------------------------- |
| 1    | L1  | Accrington Stanley | 9   | 3 | 3 | 0  | 0  | 0 | 10 | 3  | +7   | Qualification pour le Deuxième Tour |
| 2    | L1  | Fleetwood Town     | 5   | 3 | 1 | 1  | 0  | 1 | 7  | 5  | +2   | Qualification pour le Deuxième Tour |
| 3    | L2  | Oldham Athletic    | 3   | 3 | 1 | 0  | 0  | 2 | 5  | 10 | −5   |                                     |
| 4    | ACA | Liverpool -21 ans  | 1   | 3 | 0 | 0  | 1  | 2 | 5  | 9  | −4   |                                     |

| Mercredi 7 août 2019 | Oldham Athletic                                                                                     | 3 – 2   | Liverpool -21 ans               | Boundary Park (en), Oldham, Angleterre |                     |
| 19h00 BST (UTC+1)    | (D. Fage (en) ) Segbe Azankpo 20e · (Nepomuceno ) Iacovitti (en) 29e · (Nepomuceno ) Stott (en) 81e | (2 – 2) | 4e Williams · 44e H. Elliott    | Spectateurs : 1 522                    | Spectateurs : 1 522 |
| 19h00 BST (UTC+1)    | D. Fage (en) 60e                                                                                    | Rapport | 28e Boyes · 35e Christie-Davies | Spectateurs : 1 522                    | Spectateurs : 1 522 |

| Mardi 3 septembre 2019 | Accrington Stanley                                                               | 2 – 1   | Fleetwood Town                                                             | Wham Stadium (en), Accrington, Angleterre |                   |
| 19h45 BST (UTC+1)      | (P. Edwards (en) ) W. Carvalho (en) 53e · (B. Barclay (en) ) McConville (en) 72e | (0 – 0) | 90+4e (pen.) Madden                                                        | Spectateurs : 923                         | Spectateurs : 923 |
| 19h45 BST (UTC+1)      | L. Sherif (en) 23e · B. Barclay (en) 84e                                         | Rapport | 24e Biggins (en) · 45+1e J. Rossiter (en) · 60e Evans · 68e A. Hunter (en) | Spectateurs : 923                         | Spectateurs : 923 |

| Mercredi 25 septembre 2019 | Fleetwood                             | 1 – 1   | Liverpool -21 ans            | Highbury Stadium (en), Fleetwood, Angleterre |                   |
| 19h45 BST (UTC+1)          | (A. Eastham (en) ) P. Clarke (en) 76e | (0 – 0) | 78e Williams ( T. Hill (en)) | Spectateurs : 866                            | Spectateurs : 866 |
| 19h45 BST (UTC+1)          | Rapport                               |         |                              | Spectateurs : 866                            | Spectateurs : 866 |
| 19h45 BST (UTC+1)          | Tirs au but 4 – 3                     |         |                              | Spectateurs : 866                            | Spectateurs : 866 |

| Mardi 8 octobre 2019 | Oldham Athletic | 0 – 3   | Accrington Stanley | Boundary Park (en), Oldham, Angleterre |  |
| 19h45 BST (UTC+1)    |                 | (0 – 2) |                    |                                        |  |

| Mardi 29 octobre 2019 | Accrington Stanley | 5 – 2   | Liverpool -21 ans | Wham Stadium (en), Accrington, Angleterre |  |
| 19h45 GMT (UTC±0)     |                    | (2 – 1) |                   |                                           |  |

| Mardi 12 novembre 2019 | Fleetwood Town | 5 – 2   | Oldham Athletic | Highbury Stadium (en), Fleetwood, Angleterre |  |
| 19h45 GMT (UTC±0)      |                | (4 – 1) |                 |                                              |  |

##### Groupe C
Ce groupe contenait à l'origine le Bury FC, exclu par l'English Football League.
| Rang | Div | Équipe              | Pts | J | G | VP | DP | P | Bp | Bc | Diff | Qualification ou relégation         |
| ---- | --- | ------------------- | --- | - | - | -- | -- | - | -- | -- | ---- | ----------------------------------- |
| 1    | L2  | Salford City        | 6   | 2 | 2 | 0  | 0  | 0 | 4  | 0  | +4   | Qualification pour le Deuxième Tour |
| 2    | L1  | Tranmere Rovers     | 3   | 2 | 1 | 0  | 0  | 1 | 2  | 3  | −1   | Qualification pour le Deuxième Tour |
| 3    | ACA | Aston Villa -21 ans | 0   | 2 | 0 | 0  | 0  | 2 | 1  | 4  | −3   |                                     |

| Mardi 3 septembre 2019 | Salford City                                                   | 2 – 0   | Aston Villa           | Peninsula Stadium (en), Salford, Angleterre |                                         |
| 19h45 BST (UTC+1)      | D. Lloyd (en) 80e (pen.) · Rooney 82e                          | (0 – 0) |                       | Spectateurs : 916 Arbitrage : Rob Lewis     | Spectateurs : 916 Arbitrage : Rob Lewis |
| 19h45 BST (UTC+1)      | M. Shelton (en) 5e · M. Smith (en) 29e · D. Whitehead (en) 60e | Rapport | 36e Clarke · 70e Rowe | Spectateurs : 916 Arbitrage : Rob Lewis     | Spectateurs : 916 Arbitrage : Rob Lewis |

| Mardi 8 octobre 2019 | Tranmere Rovers | 2 – 1   | Aston Villa -21 ans | Prenton Park, Birkenhead, Angleterre |  |
| 19h45 BST (UTC+1)    |                 | (1 – 1) |                     |                                      |  |

| Mardi 12 novembre 2019 | Tranmere Rovers | 0 – 2   | Salford City | Prenton Park, Birkenhead, Angleterre |  |
| 19h45 GMT (UTC±0)      |                 | (0 – 1) |              |                                      |  |

##### Groupe D
| Rang | Div | Équipe                   | Pts | J | G | VP | DP | P | Bp | Bc | Diff | Qualification ou relégation         |
| ---- | --- | ------------------------ | --- | - | - | -- | -- | - | -- | -- | ---- | ----------------------------------- |
| 1    | L2  | Port Vale                | 9   | 3 | 3 | 0  | 0  | 0 | 7  | 4  | +3   | Qualification pour le Deuxième Tour |
| 2    | L1  | Shrewsbury Town          | 6   | 3 | 2 | 0  | 0  | 1 | 7  | 3  | +4   | Qualification pour le Deuxième Tour |
| 3    | L2  | Macclesfield Town        | 3   | 3 | 1 | 0  | 0  | 2 | 5  | 7  | −2   |                                     |
| 4    | ACA | Newcastle United -21 ans | 0   | 3 | 0 | 0  | 0  | 3 | 2  | 7  | −5   |                                     |

| Mardi 3 septembre 2019 | Macclesfield Town | 2 – 1   | Newcastle United -21 ans | Moss Rose (en), Macclesfield, Angleterre |  |
| 19h45 BST (UTC+1)      |                   | (1 – 0) |                          |                                          |  |

| Mardi 3 septembre 2019 | Port Vale | 2 – 1   | Shrewsbury Town | Vale Park, Stoke-on-Trent, Angleterre |  |
| 19h45 BST (UTC+1)      |           | (0 – 1) |                 |                                       |  |

| Mardi 24 septembre 2019 | Macclesfield Town | 2 – 3   | Port Vale | Moss Rose (en), Macclesfield, Angleterre |  |
| 19h45 BST (UTC+1)       |                   | (1 – 1) |           |                                          |  |

| Mardi 8 octobre 2019 | Shrewsbury Town | 3 – 0   | Newcastle United -21 ans | Montgomery Waters Meadow (en), Shrewsbury, Angleterre |  |
| 19h45 BST (UTC+1)    |                 | (2 – 0) |                          |                                                       |  |

| Mardi 12 novembre 2019 | Shrewsbury Town | 3 – 1   | Macclesfield Town | Montgomery Waters Meadow (en), Shrewsbury, Angleterre |  |
| 19h45 GMT (UTC±0)      |                 | (1 – 0) |                   |                                                       |  |

| Mardi 12 novembre 2019 | Port Vale | 2 – 1   | Newcastle United -21 ans | Vale Park, Stoke-on-Trent, Angleterre |  |
| 19h45 GMT (UTC±0)      |           | (1 – 0) |                          |                                       |  |

##### Groupe E
| Rang | Div | Équipe          | Pts | J | G | VP | DP | P | Bp | Bc | Diff | Qualification ou relégation         |
| ---- | --- | --------------- | --- | - | - | -- | -- | - | -- | -- | ---- | ----------------------------------- |
| 1    | ACA | Everton -21 ans | 6   | 3 | 1 | 1  | 1  | 0 | 5  | 3  | +2   | Qualification pour le Deuxième Tour |
| 2    | L2  | Mansfield Town  | 5   | 3 | 1 | 0  | 2  | 0 | 4  | 3  | +1   | Qualification pour le Deuxième Tour |
| 3    | L2  | Crewe Alexandra | 4   | 3 | 0 | 2  | 0  | 1 | 4  | 6  | −2   |                                     |
| 4    | L2  | Burton Albion   | 3   | 3 | 1 | 0  | 0  | 2 | 4  | 5  | −1   |                                     |

| Mardi 27 août 2019 | Mansfield Town    | 1 – 1   | Everton -21 ans | Field Mill (en), Mansfield, Angleterre |  |
| 19h45 BST (UTC+1)  |                   | (0 – 1) |                 |                                        |  |
| 19h45 BST (UTC+1)  | Tirs au but 1 – 4 |         |                 |                                        |  |

| Mardi 3 septembre 2019 | Crewe Alexandra | 1 – 3   | Burton Albion | Gresty Road (en), Crewe, Angleterre |  |
| 19h45 BST (UTC+1)      |                 | (0 – 3) |               |                                     |  |

| Mardi 1er octobre 2019 | Burton Albion | 0 – 2   | Everton -21 ans | Pirelli Stadium, Burton upon Trent, Angleterre |  |
| 19h45 BST (UTC+1)      |               | (0 – 1) |                 |                                                |  |

| Mardi 8 octobre 2019 | Mansfield Town    | 1 – 1   | Crewe Alexandra | Field Mill (en), Mansfield, Angleterre |  |
| 19h45 BST (UTC+1)    |                   | (1 – 1) |                 |                                        |  |
| 19h45 BST (UTC+1)    | Tirs au but 3 – 4 |         |                 |                                        |  |

| Mardi 5 novembre 2019 | Crewe Alexandra   | 2 – 2   | Everton -21 ans | Gresty Road (en), Crewe, Angleterre |  |
| 19h45 GMT (UTC±0)     |                   | (1 – 1) |                 |                                     |  |
| 19h45 GMT (UTC±0)     | Tirs au but 5 – 4 |         |                 |                                     |  |

| Mardi 12 novembre 2019 | Burton Albion | 1 – 2   | Mansfield Town | Pirelli Stadium, Burton upon Trent, Angleterre |  |
| 19h45 GMT (UTC±0)      |               | (1 – 2) |                |                                                |  |

##### Groupe F
| Rang | Div | Équipe                  | Pts | J | G | VP | DP | P | Bp | Bc | Diff | Qualification ou relégation         |
| ---- | --- | ----------------------- | --- | - | - | -- | -- | - | -- | -- | ---- | ----------------------------------- |
| 1    | ACA | Manchester City -21 ans | 6   | 3 | 2 | 0  | 0  | 1 | 5  | 4  | +1   | Qualification pour le Deuxième Tour |
| 2    | L1  | Bolton Wanderers        | 5   | 3 | 1 | 0  | 2  | 0 | 5  | 3  | +2   | Qualification pour le Deuxième Tour |
| 3    | L1  | Rochdale                | 5   | 3 | 1 | 1  | 0  | 1 | 3  | 4  | −1   |                                     |
| 4    | L2  | Bradford City           | 2   | 3 | 0 | 1  | 0  | 2 | 3  | 5  | −2   |                                     |

| Mardi 3 septembre 2019 | Bolton Wanderers  | 1 – 1   | Bradford City | University of Bolton Stadium, Horwich, Angleterre |  |
| 19h45 BST (UTC+1)      |                   | (1 – 0) |               |                                                   |  |
| 19h45 BST (UTC+1)      | Tirs au but 3 – 4 |         |               |                                                   |  |

| Mardi 3 septembre 2019 | Rochdale | 0 – 1   | Manchester City -21 ans | Spotland Stadium (en), Rochdale, Angleterre |  |
| 19h45 BST (UTC+1)      |          | (0 – 2) |                         |                                             |  |

| Mardi 24 septembre 2019 | Bradford City | 1 – 2   | Manchester City -21 ans | Valley Parade, Bradford, Angleterre |  |
| 19h45 BST (UTC+1)       |               | (1 – 1) |                         |                                     |  |

| Mardi 1er octobre 2019 | Rochdale          | 1 – 1   | Bolton Wanderers | Spotland Stadium (en), Rochdale, Angleterre |  |
| 19h45 BST (UTC+1)      |                   | (0 – 1) |                  |                                             |  |
| 19h45 BST (UTC+1)      | Tirs au but 5 – 3 |         |                  |                                             |  |

| Mardi 12 novembre 2019 | Bolton Wanderers | 3 – 1   | Manchester City -21 ans | University of Bolton Stadium, Horwich, Angleterre |  |
| 19h45 GMT (UTC±0)      |                  | (1 – 1) |                         |                                                   |  |

| Mardi 12 novembre 2019 | Bradford City | 1 – 2   | Rochdale | Valley Parade, Bradford, Angleterre |  |
| 19h45 GMT (UTC±0)      |               | (1 – 2) |          |                                     |  |

##### Groupe G
| Rang | Div | Équipe                          | Pts | J | G | VP | DP | P | Bp | Bc | Diff | Qualification ou relégation         |
| ---- | --- | ------------------------------- | --- | - | - | -- | -- | - | -- | -- | ---- | ----------------------------------- |
| 1    | L1  | Blackburn Rovers                | 6   | 3 | 2 | 0  | 0  | 1 | 7  | 3  | +4   | Qualification pour le Deuxième Tour |
| 2    | ACA | Wolverhampton Wanderers -21 ans | 5   | 3 | 1 | 1  | 0  | 1 | 6  | 5  | +1   | Qualification pour le Deuxième Tour |
| 3    | L2  | Morecambe                       | 4   | 3 | 1 | 0  | 1  | 1 | 6  | 8  | −2   |                                     |
| 4    | L2  | Carlisle United                 | 3   | 3 | 1 | 0  | 0  | 2 | 5  | 8  | −3   |                                     |

| Mardi 3 septembre 2019 | Blackpool | 5 – 1   | Morecambe | Bloomfield Road, Blackpool, Angleterre |  |
| 19h45 BST (UTC+1)      |           | (2 – 1) |           |                                        |  |

| Mardi 24 septembre 2019 | Carlisle United | 2 – 4   | Wolverhampton Wanderers -21 ans | Brunton Park (en), Carlisle, Angleterre |  |
| 19h45 BST (UTC+1)       |                 | (2 – 2) |                                 |                                         |  |

| Mardi 1er octobre 2019 | Morecambe         | 2 – 2   | Wolverhampton Wanderers -21 ans | Globe Arena, Morecambe, Angleterre |  |
| 19h45 BST (UTC+1)      |                   | (1 – 2) |                                 |                                    |  |
| 19h45 BST (UTC+1)      | Tirs au but 4 – 5 |         |                                 |                                    |  |

| Mardi 15 octobre 2019 | Carlisle United | 2 – 1   | Blackpool | Brunton Park (en), Carlisle, Angleterre |  |
| 19h45 BST (UTC+1)     |                 | (1 – 1) |           |                                         |  |

| Mardi 5 novembre 2019 | Blackpool | 1 – 0   | Wolverhampton Wanderers -21 ans | Bloomfield Road, Blackpool, Angleterre |  |
| 19h45 GMT (UTC±0)     |           | (0 – 0) |                                 |                                        |  |

| Mardi 12 novembre 2019 | Morecambe | 3 – 1   | Carlisle United | Globe Arena, Morecambe, Angleterre |  |
| 19h45 GMT (UTC±0)      |           | (0 – 1) |                 |                                    |  |

##### Groupe H
| Rang | Div | Équipe                    | Pts | J | G | VP | DP | P | Bp | Bc | Diff | Qualification ou relégation         |
| ---- | --- | ------------------------- | --- | - | - | -- | -- | - | -- | -- | ---- | ----------------------------------- |
| 1    | ACA | Manchester United -21 ans | 9   | 3 | 3 | 0  | 0  | 0 | 5  | 1  | +4   | Qualification pour le Deuxième Tour |
| 2    | L1  | Doncaster Rovers          | 3   | 3 | 1 | 0  | 0  | 2 | 6  | 6  | 0    | Qualification pour le Deuxième Tour |
| 3    | L1  | Lincoln City              | 3   | 3 | 1 | 0  | 0  | 2 | 4  | 4  | 0    |                                     |
| 4    | L1  | Rotherham United          | 3   | 3 | 1 | 0  | 0  | 2 | 3  | 7  | −4   |                                     |

| Mardi 6 août 2019 | Rotherham United | 0 – 2   | Manchester United -21 ans | New York Stadium, Rotherham, Angleterre |  |
| 19h45 BST (UTC+1) |                  | (0 – 0) |                           |                                         |  |

| Mardi 3 septembre 2019 | Doncaster Rovers | 3 – 1   | Lincoln City | Keepmoat Stadium, Doncaster, Angleterre |  |
| 19h45 BST (UTC+1)      |                  | (0 – 1) |              |                                         |  |

| Mardi 24 septembre 2019 | Lincoln City | 0 – 1   | Manchester United -21 ans | Sincil Bank (en), Lincoln, Angleterre |  |
| 19h45 BST (UTC+1)       |              | (0 – 1) |                           |                                       |  |

| Mardi 8 octobre 2019 | Rotherham United | 3 – 2   | Doncaster Rovers | New York Stadium, Rotherham, Angleterre |  |
| 19h45 BST (UTC+1)    |                  | (1 – 1) |                  |                                         |  |

| Mardi 29 octobre 2019 | Doncaster Rovers | 1 – 2   | Manchester United -21 ans | Keepmoat Stadium, Doncaster, Angleterre |  |
| 19h45 GMT (UTC±0)     |                  | (1 – 2) |                           |                                         |  |

| Mardi 12 novembre 2019 | Lincoln City | 3 – 0   | Rotherham United | Sincil Bank (en), Lincoln, Angleterre |  |
| 19h45 GMT (UTC±0)      |              | (2 – 0) |                  |                                       |  |

#### Division sud

##### Groupe A
| Rang | Div | Équipe                    | Pts | J | G | VP | DP | P | Bp | Bc | Diff | Qualification ou relégation         |
| ---- | --- | ------------------------- | --- | - | - | -- | -- | - | -- | -- | ---- | ----------------------------------- |
| 1    | L1  | Colchester United         | 7   | 3 | 2 | 0  | 1  | 0 | 5  | 3  | +2   | Qualification pour le Deuxième Tour |
| 2    | L1  | Ipswich Town              | 6   | 3 | 2 | 0  | 0  | 1 | 6  | 2  | +4   | Qualification pour le Deuxième Tour |
| 3    | L2  | Gillingham                | 3   | 3 | 1 | 0  | 0  | 2 | 4  | 7  | −3   |                                     |
| 4    | ACA | Tottenham Hotspur -21 ans | 2   | 3 | 0 | 1  | 0  | 2 | 2  | 5  | −3   |                                     |

| Mardi 3 septembre 2019 | Gillingham | 2 – 3   | Colchester United | Priestfield Stadium, Gillingham, Angleterre |  |
| 19h45 BST (UTC+1)      |            | (1 – 1) |                   |                                             |  |

| Mardi 3 septembre 2019 | Ipswich Town | 2 – 1   | Tottenham Hotspur -21 ans | Portman Road, Ipswich, Angleterre |  |
| 19h45 BST (UTC+1)      |              | (0 – 1) |                           |                                   |  |

| Mardi 8 octobre 2019 | Colchester United | 1 – 1   | Tottenham Hotspur -21 ans | JobServe Community Stadium (en), Colchester, Angleterre |  |
| 19h45 BST (UTC+1)    |                   | (2 – 0) |                           |                                                         |  |
| 19h45 BST (UTC+1)    | Tirs au but 5 – 6 |         |                           |                                                         |  |

| Mardi 8 octobre 2019 | Ipswich Town | 4 – 0   | Gillingham | Portman Road, Ipswich, Angleterre |  |
| 19h45 BST (UTC+1)    |              | (2 – 0) |            |                                   |  |

| Mardi 12 novembre 2019 | Colchester United | 1 – 0   | Ipswich Town | JobServe Community Stadium (en), Colchester, Angleterre |  |
| 19h45 GMT (UTC±0)      |                   | (1 – 0) |              |                                                         |  |

| Mardi 12 novembre 2019 | Gillingham | 2 – 0   | Tottenham Hotspur -21 ans | Priestfield Stadium, Gillingham, Angleterre |  |
| 19h45 GMT (UTC±0)      |            | (1 – 0) |                           |                                             |  |

##### Groupe B
| Rang | Div | Équipe               | Pts | J | G | VP | DP | P | Bp | Bc | Diff | Qualification ou relégation         |
| ---- | --- | -------------------- | --- | - | - | -- | -- | - | -- | -- | ---- | ----------------------------------- |
| 1    | L1  | Portsmouth           | 8   | 3 | 2 | 1  | 0  | 0 | 6  | 3  | +3   | Qualification pour le Deuxième Tour |
| 2    | L1  | Oxford United        | 7   | 3 | 2 | 0  | 1  | 0 | 8  | 4  | +4   | Qualification pour le Deuxième Tour |
| 3    | ACA | Norwich City -21 ans | 3   | 3 | 1 | 0  | 0  | 2 | 4  | 6  | −2   |                                     |
| 4    | L2  | Crawley Town         | 0   | 3 | 0 | 0  | 0  | 3 | 2  | 7  | −5   |                                     |

| Mardi 3 septembre 2019 | Oxford United | 2 – 1   | Norwich City -21 ans | Kassam Stadium, Oxford, Angleterre |  |
| 19h45 BST (UTC+1)      |               | (0 – 0) |                      |                                    |  |

| Mardi 3 septembre 2019 | Portsmouth | 1 – 0   | Crawley Town | Fratton Park, Portsmouth, Angleterre |  |
| 19h45 BST (UTC+1)      |            | (0 – 0) |              |                                      |  |

| Mardi 5 novembre 2019 | Portsmouth | 3 – 1   | Norwich City -21 ans | Fratton Park, Portsmouth, Angleterre |  |
| 19h45 GMT (UTC±0)     |            | (2 – 0) |                      |                                      |  |

| Mardi 1er octobre 2019 | Crawley Town | 1 – 2   | Norwich City -21 ans | The Peoples Pension Stadium (en), Crawley, Angleterre |  |
| 19h45 BST (UTC+1)      |              | (0 – 1) |                      |                                                       |  |

| Mardi 8 octobre 2019 | Oxford United     | 2 – 2   | Portsmouth | Kassam Stadium, Oxford, Angleterre |  |
| 19h45 BST (UTC+1)    |                   | (1 – 1) |            |                                    |  |
| 19h45 BST (UTC+1)    | Tirs au but 4 – 5 |         |            |                                    |  |

| Mardi 12 novembre 2019 | Crawley Town | 1 – 4   | Oxford United | The Peoples Pension Stadium (en), Crawley, Angleterre |  |
| 19h45 GMT (UTC±0)      |              | (0 – 2) |               |                                                       |  |

##### Groupe C
| Rang | Div | Équipe                         | Pts | J | G | VP | DP | P | Bp | Bc | Diff | Qualification ou relégation         |
| ---- | --- | ------------------------------ | --- | - | - | -- | -- | - | -- | -- | ---- | ----------------------------------- |
| 1    | ACA | Brighton & Hove Albion -21 ans | 7   | 3 | 2 | 0  | 1  | 0 | 5  | 1  | +4   | Qualification pour le Deuxième Tour |
| 2    | L2  | Leyton Orient                  | 5   | 3 | 1 | 1  | 0  | 1 | 3  | 4  | −1   | Qualification pour le Deuxième Tour |
| 3    | L1  | AFC Wimbledon                  | 3   | 3 | 1 | 0  | 0  | 2 | 4  | 5  | −1   |                                     |
| 4    | L1  | Southend United                | 3   | 3 | 1 | 0  | 0  | 2 | 3  | 5  | −2   |                                     |

| Mardi 3 septembre 2019 | AFC Wimbledon | 0 – 2   | Brighton & Hove Albion -21 ans | Cherry Red Records Stadium, Londres, Angleterre |  |
| 19h45 BST (UTC+1)      |               | (0 – 0) |                                |                                                 |  |

| Mardi 3 septembre 2019 | Leyton Orient | 2 – 0   | Southend United | Brisbane Road, Londres, Angleterre |  |
| 19h45 BST (UTC+1)      |               | (1 – 0) |                 |                                    |  |

| Mardi 1er octobre 2019 | Southend United | 0 – 2   | Brighton & Hove Albion -21 ans | Roots Hall (en), Southend-on-Sea, Angleterre |  |
| 19h45 BST (UTC+1)      |                 | (0 – 0) |                                |                                              |  |

| Mardi 8 octobre 2019 | AFC Wimbledon | 3 – 0   | Leyton Orient | Cherry Red Records Stadium, Londres, Angleterre |  |
| 19h30 BST (UTC+1)    |               | (1 – 0) |               |                                                 |  |

| Mardi 5 novembre 2019 | Leyton Orient     | 1 – 1   | Brighton & Hove Albion -21 ans | Brisbane Road, Londres, Angleterre |  |
| 19h30 GMT (UTC±0)     |                   | (0 – 1) |                                |                                    |  |
| 19h30 GMT (UTC±0)     | Tirs au but 4 – 2 |         |                                |                                    |  |

| Mardi 12 novembre 2019 | Southend United | 3 – 1   | AFC Wimbledon | Roots Hall (en), Southend-on-Sea, Angleterre |  |
| 19h45 GMT (UTC±0)      |                 | (2 – 1) |               |                                              |  |

##### Groupe D
| Rang | Div | Équipe              | Pts | J | G | VP | DP | P | Bp | Bc | Diff | Qualification ou relégation         |
| ---- | --- | ------------------- | --- | - | - | -- | -- | - | -- | -- | ---- | ----------------------------------- |
| 1    | L2  | Walsall             | 7   | 3 | 2 | 0  | 1  | 0 | 7  | 0  | +7   | Qualification pour le Deuxième Tour |
| 2    | L1  | Coventry City       | 6   | 3 | 1 | 1  | 1  | 0 | 3  | 2  | +1   | Qualification pour le Deuxième Tour |
| 3    | L2  | Forest Green Rovers | 5   | 3 | 1 | 1  | 0  | 1 | 3  | 8  | −5   |                                     |
| 4    | ACA | Southampton -21 ans | 0   | 3 | 0 | 0  | 0  | 3 | 4  | 7  | −3   |                                     |

| Mardi 3 septembre 2019 | Forest Green Rovers | 3 – 2   | Southampton -21 ans | The New Lawn, Nailsworth, Angleterre |  |
| 19h45 BST (UTC+1)      |                     | (1 – 1) |                     |                                      |  |

| Mardi 3 septembre 2019 | Coventry City     | 0 – 0   | Walsall | St Andrew's, Birmingham, Angleterre |  |
| 19h45 BST (UTC+1)      |                   | (0 – 0) |         |                                     |  |
| 19h45 BST (UTC+1)      | Tirs au but 5 – 4 |         |         |                                     |  |

| Mardi 1er octobre 2019 | Walsall | 1 – 0   | Southampton -21 ans | Banks's Stadium (en), Walsall, Angleterre |  |
| 19h45 BST (UTC+1)      |         | (1 – 0) |                     |                                           |  |

| Mardi 8 octobre 2019 | Forest Green Rovers | 0 – 0   | Coventry City | The New Lawn, Nailsworth, Angleterre |  |
| 19h30 BST (UTC+1)    |                     | (0 – 0) |               |                                      |  |
| 19h30 BST (UTC+1)    | Tirs au but 8 – 7   |         |               |                                      |  |

| Mardi 5 novembre 2019 | Coventry City | 3 – 2   | Southampton -21 ans | St Andrew's, Birmingham, Angleterre |  |
| 19h30 GMT (UTC±0)     |               | (0 – 0) |                     |                                     |  |

| Mardi 12 novembre 2019 | Walsall | 6 – 0   | Forest Green Rovers | Banks's Stadium (en), Walsall, Angleterre |  |
| 19h45 GMT (UTC±0)      |         | (2 – 0) |                     |                                           |  |

##### Groupe E
| Rang | Div | Équipe                  | Pts | J | G | VP | DP | P | Bp | Bc | Diff | Qualification ou relégation         |
| ---- | --- | ----------------------- | --- | - | - | -- | -- | - | -- | -- | ---- | ----------------------------------- |
| 1    | L2  | Exeter City             | 9   | 3 | 3 | 0  | 0  | 0 | 6  | 1  | +5   | Qualification pour le Deuxième Tour |
| 2    | L2  | Newport County          | 3   | 3 | 1 | 0  | 0  | 2 | 11 | 11 | 0    | Qualification pour le Deuxième Tour |
| 3    | ACA | West Ham United -21 ans | 3   | 3 | 1 | 0  | 0  | 2 | 9  | 11 | −2   |                                     |
| 4    | L2  | Cheltenham Town         | 3   | 3 | 1 | 0  | 0  | 2 | 8  | 11 | −3   |                                     |

| Mardi 3 septembre 2019 | Exeter City | 1 – 0   | Cheltenham Town | St James Park (en), Exeter, Angleterre |  |
| 19h45 BST (UTC+1)      |             | (1 – 0) |                 |                                        |  |

| Mercredi 4 septembre 2019 | Newport County | 4 – 5   | West Ham United -21 ans | Rodney Parade, Newport, Pays de Galles |  |
| 19h45 BST (UTC+1)         |                | (4 – 1) |                         |                                        |  |

| Mardi 8 octobre 2019 | Cheltenham Town | 4 – 3   | West Ham United -21 ans | Jonny-Rocks Stadium (en), Cheltenham, Angleterre |  |
| 19h45 BST (UTC+1)    |                 | (1 – 3) |                         |                                                  |  |

| Mardi 8 octobre 2019 | Newport County | 0 – 2   | Exeter City | Rodney Parade, Newport, Pays de Galles |  |
| 19h30 BST (UTC+1)    |                | (0 – 1) |             |                                        |  |

| Mardi 5 novembre 2019 | Cheltenham Town | 4 – 7   | Newport County | Jonny-Rocks Stadium (en), Cheltenham, Angleterre |  |
| 19h30 GMT (UTC±0)     |                 | (3 – 4) |                |                                                  |  |

| Mardi 12 novembre 2019 | Exeter City | 3 – 1   | West Ham United -21 ans | St James Park (en), Exeter, Angleterre |  |
| 19h45 GMT (UTC±0)      |             | (1 – 1) |                         |                                        |  |

##### Groupe F
| Rang | Div | Équipe          | Pts | J | G | VP | DP | P | Bp | Bc | Diff | Qualification ou relégation         |
| ---- | --- | --------------- | --- | - | - | -- | -- | - | -- | -- | ---- | ----------------------------------- |
| 1    | L1  | Bristol Rovers  | 7   | 3 | 2 | 0  | 1  | 0 | 4  | 2  | +2   | Qualification pour le Deuxième Tour |
| 2    | ACA | Chelsea -21 ans | 6   | 3 | 2 | 0  | 0  | 1 | 5  | 4  | +1   | Qualification pour le Deuxième Tour |
| 3    | L2  | Plymouth Argyle | 5   | 3 | 1 | 1  | 0  | 1 | 4  | 2  | +2   |                                     |
| 4    | L2  | Swindon Town    | 0   | 3 | 0 | 0  | 0  | 3 | 2  | 7  | −5   |                                     |

| Mardi 6 août 2019 | Swindon Town | 2 – 3   | Chelsea -21 ans | County Ground (Swindon) (en), Swindon, Angleterre |  |
| 19h45 BST (UTC+1) |              | (1 – 2) |                 |                                                   |  |

| Mardi 3 septembre 2019 | Plymouth Argyle   | 1 – 1   | Bristol Rovers | Home Park, Plymouth, Angleterre |  |
| 19h45 BST (UTC+1)      |                   | (1 – 1) |                |                                 |  |
| 19h45 BST (UTC+1)      | Tirs au but 5 – 3 |         |                |                                 |  |

| Mardi 24 septembre 2019 | Bristol Rovers | 2 – 1   | Chelsea -21 ans | Memorial Stadium, Bristol, Angleterre |  |
| 19h45 BST (UTC+1)       |                | (0 – 1) |                 |                                       |  |

| Mardi 8 octobre 2019 | Swindon Town | 0 – 3   | Plymouth Argyle | County Ground (Swindon) (en), Swindon, Angleterre |  |
| 19h30 BST (UTC+1)    |              | (0 – 2) |                 |                                                   |  |

| Mardi 29 octobre 2019 | Plymouth Argyle | 0 – 1   | Chelsea -21 ans | Home Park, Plymouth, Angleterre |  |
| 19h30 GMT (UTC±0)     |                 | (0 – 0) |                 |                                 |  |

| Mardi 12 novembre 2019 | Bristol Rovers | 1 – 0   | Swindon Town | Memorial Stadium, Bristol, Angleterre |  |
| 19h45 GMT (UTC±0)      |                | (0 – 0) |              |                                       |  |

##### Groupe G
| Rang | Div | Équipe             | Pts | J | G | VP | DP | P | Bp | Bc | Diff | Qualification ou relégation         |
| ---- | --- | ------------------ | --- | - | - | -- | -- | - | -- | -- | ---- | ----------------------------------- |
| 1    | L1  | Milton Keynes Dons | 6   | 3 | 2 | 0  | 0  | 1 | 5  | 2  | +3   | Qualification pour le Deuxième Tour |
| 2    | L2  | Stevenage          | 5   | 3 | 1 | 1  | 0  | 1 | 2  | 4  | −2   | Qualification pour le Deuxième Tour |
| 3    | ACA | Fulham -21 ans     | 4   | 3 | 1 | 0  | 1  | 1 | 3  | 3  | 0    |                                     |
| 4    | L1  | Wycombe Wanderers  | 3   | 3 | 1 | 0  | 0  | 2 | 3  | 4  | −1   |                                     |

| Mardi 3 septembre 2019 | Stevenage | 0 – 3   | Milton Keynes Dons | Broadhall Way (en), Stevenage, Angleterre |  |
| 19h45 BST (UTC+1)      |           | (0 – 1) |                    |                                           |  |

| Mardi 1er octobre 2019 | Milton Keynes Dons | 1 – 0   | Fulham -21 ans | Stadium MK, Milton Keynes, Angleterre |  |
| 19h45 BST (UTC+1)      |                    | (0 – 0) |                |                                       |  |

| Mardi 8 octobre 2019 | 'Wycombe Wanderers | 0 – 1   | Stevenage | Adams Park, High Wycombe, Angleterre |  |
| 19h45 BST (UTC+1)    |                    | (0 – 1) |           |                                      |  |

| Mardi 29 octobre 2019 | Stevenage         | 1 – 1   | Fulham -21 ans | Broadhall Way (en), Stevenage, Angleterre |  |
| 19h30 GMT (UTC±0)     |                   | (1 – 0) |                |                                           |  |
| 19h30 GMT (UTC±0)     | Tirs au but 4 – 2 |         |                |                                           |  |

| Mardi 5 novembre 2019 | Wycombe Wanderers | 1 – 2   | Fulham -21 ans | Adams Park, High Wycombe, Angleterre |  |
| 19h30 GMT (UTC±0)     |                   | (0 – 1) |                |                                      |  |

| Mardi 12 novembre 2019 | Milton Keynes Dons | 1 – 2   | Wycombe Wanderers | Stadium MK, Milton Keynes, Angleterre |  |
| 19h45 GMT (UTC±0)      |                    | (1 – 0) |                   |                                       |  |

##### Groupe H
| Rang | Div | Équipe              | Pts | J | G | VP | DP | P | Bp | Bc | Diff | Qualification ou relégation         |
| ---- | --- | ------------------- | --- | - | - | -- | -- | - | -- | -- | ---- | ----------------------------------- |
| 1    | L1  | Peterborough United | 9   | 3 | 3 | 0  | 0  | 0 | 5  | 1  | +4   | Qualification pour le Deuxième Tour |
| 2    | L2  | Northampton Town    | 5   | 3 | 1 | 1  | 0  | 1 | 2  | 3  | −1   | Qualification pour le Deuxième Tour |
| 3    | ACA | Arsenal -21 ans     | 3   | 3 | 0 | 1  | 1  | 1 | 2  | 3  | −1   |                                     |
| 4    | L2  | Cambridge United    | 1   | 3 | 0 | 0  | 1  | 2 | 2  | 4  | −2   |                                     |

| Mardi 27 août 2019 | Northampton Town  | 1 – 1   | Arsenal -21 ans | The PTS Academy Stadium (en), Northampton, Angleterre |  |
| 19h45 BST (UTC+1)  |                   | (0 – 0) |                 |                                                       |  |
| 19h45 BST (UTC+1)  | Tirs au but 4 – 3 |         |                 |                                                       |  |

| Mardi 3 septembre 2019 | Northampton Town | 0 – 2   | Peterborough United | The PTS Academy Stadium (en), Northampton, Angleterre |  |
| 19h45 BST (UTC+1)      |                  | (0 – 2) |                     |                                                       |  |

| Mardi 1er octobre 2019 | Peterborough United | 1 – 0   | Arsenal -21 ans | Weston Homes Stadium (en), Peterborough, Angleterre |  |
| 19h45 BST (UTC+1)      |                     | (0 – 0) |                 |                                                     |  |

| Mardi 8 octobre 2019 | Cambridge United | 0 – 1   | Northampton Town | Abbey Stadium, Cambridge, Angleterre |  |
| 19h30 BST (UTC+1)    |                  | (0 – 1) |                  |                                      |  |

| Mardi 5 novembre 2019 | Cambridge United  | 1 – 1   | Arsenal -21 ans | Abbey Stadium, Cambridge, Angleterre |  |
| 19h30 GMT (UTC±0)     |                   | (1 – 0) |                 |                                      |  |
| 19h30 GMT (UTC±0)     | Tirs au but 3 – 4 |         |                 |                                      |  |

| Mardi 12 novembre 2019 | Peterborough United | 2 – 1   | Cambridge United | Weston Homes Stadium (en), Peterborough, Angleterre |  |
| 19h45 GMT (UTC±0)      |                     | (2 – 0) |                  |                                                     |  |

### Deuxième Tour

#### Division nord
| Mardi 26 novembre 2019 | Everton -21 ans | 0 – 4   | Fleetwood Town | Goodison Park, Liverpool, Angleterre |  |
| 19h45 GMT (UTC±0)      |                 | (0 – 1) |                |                                      |  |

| Mardi 27 novembre 2019 | Blackpool | 1 – 3   | Scunthorpe United | Bloomfield Road, Blackpool, Angleterre |  |
| 19h45 GMT (UTC±0)      |           | (0 – 2) |                   |                                        |  |

| Mardi 3 décembre 2019 | Port Vale         | 2 – 2   | Mansfield Town | Vale Park, Stoke-on-Trent, Angleterre |  |
| 19h45 GMT (UTC±0)     |                   | (0 – 0) |                |                                       |  |
| 19h45 GMT (UTC±0)     | Tirs au but 4 – 2 |         |                |                                       |  |

| Mardi 3 décembre 2019 | Salford City | 3 – 0   | Wolverhampton Wanderers -21 ans | Peninsula Stadium (en), Salford, Angleterre |  |
| 19h45 GMT (UTC±0)     |              | (1 – 0) |                                 |                                             |  |

| Mardi 3 décembre 2019 | Shrewsbury Town   | 1 – 1   | Manchester City -21 ans | Montgomery Waters Meadow (en), Shrewsbury, Angleterre |  |
| 19h45 GMT (UTC±0)     |                   | (1 – 0) |                         |                                                       |  |
| 19h45 GMT (UTC±0)     | Tirs au but 5 – 6 |         |                         |                                                       |  |

| Mercredi 4 décembre 2019 | Doncaster Rovers | 0 – 3   | Leicester City -21 ans | Keepmoat Stadium, Doncaster, Angleterre |  |
| 19h30 GMT (UTC±0)        |                  | (0 – 1) |                        |                                         |  |

| Mercredi 4 décembre 2019 | Tranmere Rovers | 3 – 2   | Manchester United -21 ans | Prenton Park, Birkenhead, Angleterre |  |
| 19h45 GMT (UTC±0)        |                 | (2 – 2) |                           |                                      |  |

| Mardi 10 décembre 2019 | Accrington Stanley | 2 – 0   | Bolton Wanderers | Wham Stadium (en), Accrington, Angleterre |  |
| 19h45 GMT (UTC±0)      |                    | (1 – 0) |                  |                                           |  |

#### Division sud
| Mardi 3 décembre 2019 | Brighton & Hove Albion -21 ans | 0 – 0   | Newport County | The AMEX, Brighton, Angleterre |  |
| 19h00 GMT (UTC±0)     |                                | (0 – 0) |                |                                |  |
| 19h00 GMT (UTC±0)     | Tirs au but 4 – 5              |         |                |                                |  |

| Mardi 3 décembre 2019 | Colchester United | 1 – 2   | Stevenage | JobServe Community Stadium (en), Colchester, Angleterre |  |
| 19h30 GMT (UTC±0)     |                   | (0 – 2) |           |                                                         |  |

| Mardi 3 décembre 2019 | Walsall | 3 – 2   | Chelsea -21 ans | Banks's Stadium (en), Walsall, Angleterre |  |
| 19h45 GMT (UTC±0)     |         | (0 – 2) |                 |                                           |  |

| Mardi 3 décembre 2019 | Portsmouth | 2 – 1   | Northampton Town | Fratton Park, Portsmouth, Angleterre |  |
| 19h45 GMT (UTC±0)     |            | (1 – 1) |                  |                                      |  |

| Mardi 3 décembre 2019 | Milton Keynes Dons | 2 – 0   | Coventry City | Stadium MK, Milton Keynes, Angleterre |  |
| 19h45 GMT (UTC±0)     |                    | (0 – 0) |               |                                       |  |

| Mercredi 4 décembre 2019 | Exeter City       | 0 – 0   | Oxford United | St James Park (en), Exeter, Angleterre |  |
| 19h00 GMT (UTC±0)        |                   | (0 – 0) |               |                                        |  |
| 19h00 GMT (UTC±0)        | Tirs au but 3 – 0 |         |               |                                        |  |

| Mercredi 4 décembre 2019 | Peterborough United | 1 – 1   | Ipswich Town | Weston Homes Stadium (en), Peterborough, Angleterre |  |
| 19h30 GMT (UTC±0)        |                     | (1 – 1) |              |                                                     |  |
| 19h30 GMT (UTC±0)        | Tirs au but 5 – 6   |         |              |                                                     |  |

| Mercredi 4 décembre 2019 | Bristol Rovers    | 1 – 1   | Leyton Orient | Memorial Stadium, Bristol, Angleterre |  |
| 19h45 GMT (UTC±0)        |                   | (1 – 1) |               |                                       |  |
| 19h45 GMT (UTC±0)        | Tirs au but 4 – 2 |         |               |                                       |  |

### Troisième Tour

#### Division nord
| Mardi 7 janvier 2020 | Salford City | 3 – 0   | Fleetwood Town | Peninsula Stadium (en), Salford, Angleterre |  |
| 19h45 GMT (UTC±0)    |              | (1 – 0) |                |                                             |  |

| Mardi 7 janvier 2020 | Tranmere Rovers | 1 – 2   | Leicester City -21 ans | Prenton Park, Birkenhead, Angleterre |  |
| 19h45 GMT (UTC±0)    |                 | (1 – 0) |                        |                                      |  |

| Mardi 7 janvier 2020 | Fleetwood Town    | 2 – 2   | Accrington Stanley | Highbury Stadium (en), Fleetwood, Angleterre |  |
| 19h45 GMT (UTC±0)    |                   | (0 – 1) |                    |                                              |  |
| 19h45 GMT (UTC±0)    | Tirs au but 3 – 5 |         |                    |                                              |  |

| Mercredi 8 janvier 2019 | Scunthorpe United | 3 – 1   | Manchester City -21 ans | The Sands Venue Stadium (en), Scunthorpe, Angleterre |  |
| 19h45 GMT (UTC±0)       |                   | (3 – 0) |                         |                                                      |  |

#### Division sud
| Samedi 4 janvier 2020 | Exeter City | 2 – 1   | Ipswich Town | St James Park (en), Exeter, Angleterre |  |
| 15h00 GMT (UTC±0)     |             | (1 – 0) |              |                                        |  |

| Mardi 7 janvier 2020 | Newport County | 3 – 0   | Milton Keynes Dons | Rodney Parade, Newport, Pays de Galles |  |
| 19h30 GMT (UTC±0)    |                | (3 – 0) |                    |                                        |  |

| Mardi 7 janvier 2020 | Walsall | 1 – 2   | Portsmouth | Banks's Stadium (en), Walsall, Angleterre |  |
| 19h45 GMT (UTC±0)    |         | (0 – 1) |            |                                           |  |

| Mercredi 8 janvier 2020 | Bristol Rovers | 0 – 1   | Stevenage | Memorial Stadium, Bristol, Angleterre |  |
| 19h45 GMT (UTC±0)       |                | (0 – 1) |           |                                       |  |

### Quarts de finale
| Mardi 4 février 2020 | Newport County | 1 – 0   | Leicester City -21 ans | Rodney Parade, Newport, Pays de Galles |  |
| 19h00 GMT (UTC±0)    |                | (1 – 0) |                        |                                        |  |

| Mardi 21 janvier 2020 | Exeter City | 3 – 0   | Stevenage | St James Park (en), Exeter, Angleterre |  |
| 19h45 GMT (UTC±0)     |             | (2 – 0) |           |                                        |  |

| Mardi 21 janvier 2020 | Salford City | 2 – 1   | Accrington Stanley | Peninsula Stadium (en), Salford, Angleterre |  |
| 19h45 GMT (UTC±0)     |              | (1 – 1) |                    |                                             |  |

| Mardi 21 janvier 2020 | Portsmouth | 2 – 1   | Scunthorpe United | Fratton Park, Portsmouth, Angleterre |  |
| 19h45 GMT (UTC±0)     |            | (1 – 1) |                   |                                      |  |

### Demi-finales
| Mardi 18 février 2020 | Newport County    | 0 – 0   | Salford City | Rodney Parade, Newport, Pays de Galles |  |
| 19h45 GMT (UTC±0)     |                   | (0 – 0) |              |                                        |  |
| 19h45 GMT (UTC±0)     | Tirs au but 5 – 6 |         |              |                                        |  |

| Mercredi 8 janvier 2020 | Portsmouth | 2 – 1   | Scunthorpe United | Fratton Park, Portsmouth, Angleterre |  |
| 19h45 GMT (UTC±0)       |            | (1 – 1) |                   |                                      |  |

### Finale
| Samedi 13 mars 2021 | Portsmouth        | 0 – 0   | Salford City | Stade de Wembley, Londres, Angleterre    |                                          |
| 19h45 GMT (UTC±0)   |                   | (0 – 0) |              | Spectateurs : 0 Arbitrage : Carl Boyeson | Spectateurs : 0 Arbitrage : Carl Boyeson |
| 19h45 GMT (UTC±0)   | Tirs au but 2 – 4 |         |              | Spectateurs : 0 Arbitrage : Carl Boyeson | Spectateurs : 0 Arbitrage : Carl Boyeson |